# Виляшчай
Виляшчай (азерб. Viləşçay, тал. Виләшә ру) — горная река в Азербайджане. Впадает в Каспийское море.

## Общие сведения
Длина реки — 106 км. Площадь водосборного бассейна — 935 км².
Основное питание снеговыми и дождевыми водами. Используется для орошения. 
Является самой длинной и полноводной рекой Ярдымлинского района.
На реке построен ряд водохранилищ, в том числе Виляшчайское водохранилище.
Река богата рыбными ресурсами. Развито рыболовство.
В среднем течении река Виляшчай являлась исторической границей расселения между талышами и тюрками (с севера).

## Виляшчайское водохранилище
Водохранилище введено в эксплуатацию в 1986 году. Водохранилище расположено в Масаллинском районе. Объём водохранилища составляет 46 млн м3. Высота насыпной плотины — 37 м, длина — 3,2 км.
На июнь 2025 года начаты работы по строительству второй очереди Виляшчайского водохранилища. Планируется строительство оросительной сети водохранилища.